# 中島みゆき コンサート「歌会 VOL.1」
『中島みゆき コンサート「歌会 VOL.1」』（なかじまみゆきコンサート うたかい ヴォリュームワン）は、2025年3月12日に発売した中島みゆきのライブビデオ、及びライブアルバム（ -  -LIVE SELECTION-）。
オリコン週間チャートで、DVD部門1位、Blu-ray部門2位を獲得。

## 解説
2024年1月19日から2024年5月31日にかけて行われたコンサート『歌会 VOL.1』より収録されている。
リトル・トーキョーは本コンサートが夜会以外で初歌唱となったため、本作で初めてCD音源化された。

## 映像

### DISC1（初回盤、通常盤）
- 全作詞/作曲：中島みゆき、全編曲：瀬尾一三

1. はじめまして
2. 歌うことが許されなければ
3. 倶（とも）に
4. 病院童（びょういんわらし）
5. 銀の龍の背に乗って
6. 店の名はライフ
7. LADY JANE
8. 愛だけを残せ
9. ミラージュ・ホテル
10. 百九番目（ひゃくきゅうばんめ）の除夜（じょや）の鐘（かね）
11. 紅い河
12. 命のリレー
13. リトル・トーキョー
14. 慕情
15. 体温
16. ひまわり“SUNWARD”
17. 心音（しんおん）
18. 野ウサギのように
19. 地上の星

### DISC2（初回盤）
1. 『中島みゆき コンサート 「歌会 VOL.1」 16/16+』[1]

## アルバム

### CD
- 全作詞/作曲：中島みゆき、全編曲：瀬尾一三

1. 倶（とも）に
2. 病院童（びょういんわらし）
3. 銀の龍の背に乗って
4. LADY JANE
5. 愛だけを残せ
6. リトル・トーキョー
7. 慕情
8. 体温
9. ひまわり“SUNWARD”
10. 心音（しんおん）
11. 地上の星